# Schweizerische Landesausstellung
Die Schweizerische Landesausstellung ist eine periodisch durchgeführte nationale Präsentation der Schweiz.

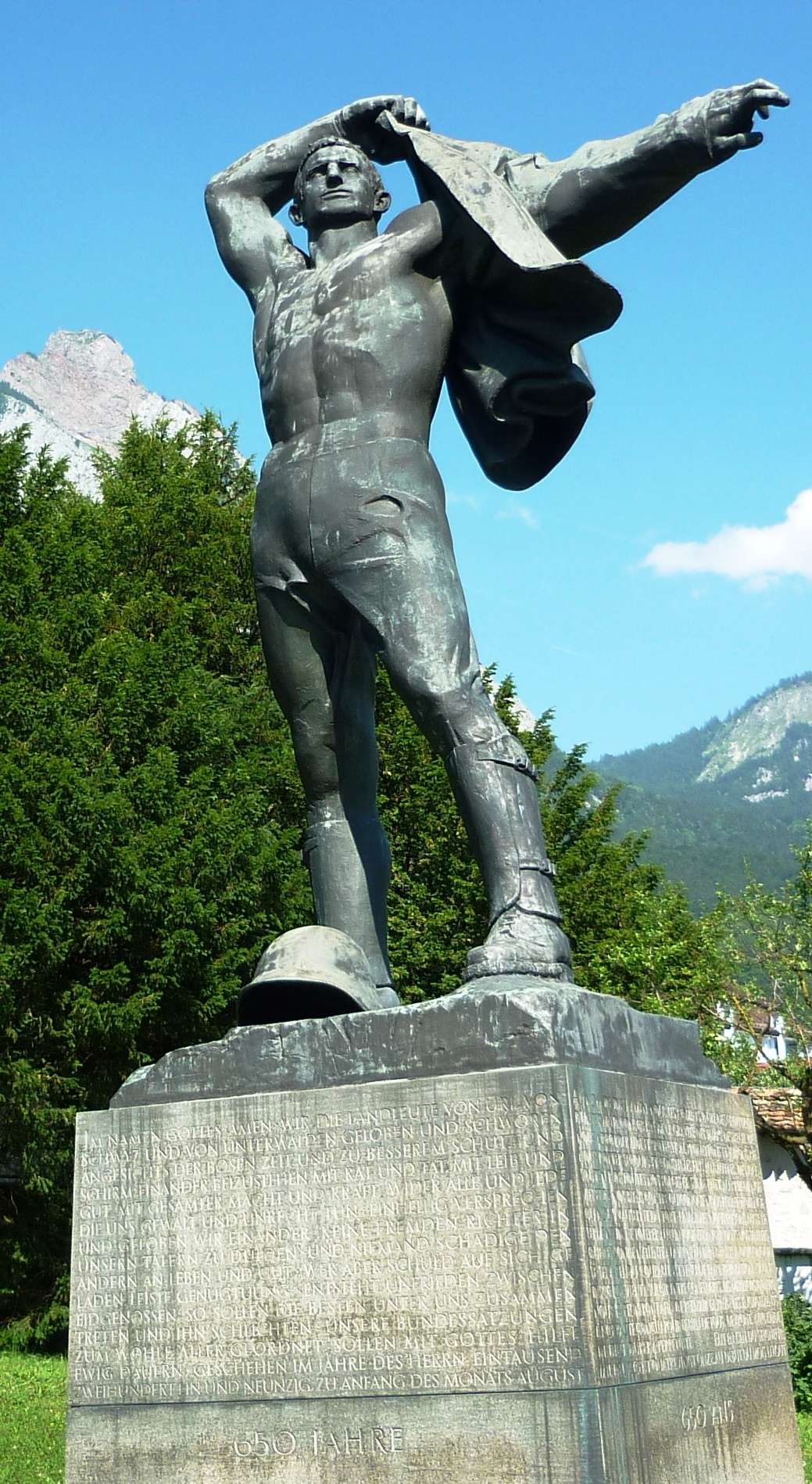
Bronzeskulptur Wehrbereitschaft von Hans Brandenberger, Symbol des Landigeistes von 1939, heute im Park des Bundesbriefmuseums in Schwyz

## Vorgeschichte
In Europa kamen Ausstellungen Ende des 18. Jahrhunderts auf. Im Gegensatz zu Messen und Märkten dienen sie nur teilweise kommerziellen Zwecken. Nach ersten Kunstausstellungen in England und Frankreich folgte 1798 die Exposition des produits de l’industrie française als erste grosse Industrieausstellung in Europa. Die Leistungsschau von Kunsthandwerk, Gewerbe und Industrie diente der Selbstdarstellung der Ersten Französischen Republik.
In der Schweiz fand 1804 eine erste Kunst- und Industrieausstellung statt, an der sich 399 Aussteller aus mehreren Kantonen beteiligten. Die Veranstaltungen wurden 1810, 1818, 1824 und 1830 wiederholt. Im Katalog der Ausstellung von 1824 wird ausdrücklich darauf hingewiesen, dass im Ausstellungssaal keine Artikel verkauft werden dürfen und keine Ware extra für die Ausstellung hergestellt werden darf. Die Ausstellung fand jeweils während der Sommersession der Tagsatzung statt.
Im Jahre 1843 fand in St. Gallen erstmals eine Schweizerische Gewerbs- und Industrieausstellung statt, die 1848 und 1857 in Bern wiederholt wurde.
Die Schweizerische Gewerbe- und Industrieausstellung von 1857 kann als erste Landesausstellung der Schweiz bezeichnet werden, denn die Ausrichtung von Bundessubventionen und das bundesrätliche Präsidium der Ausstellungskommission gaben ihr einen offiziellen Charakter. Die Ausstellung war aber primär immer noch eine Leistungsschau, in der die ausstellenden Firmen um umsatzfördernde Prämierungen kämpften. Die bei den Landesausstellungen gezeigten Exponate zur Vermittlung von ideellen Werten fehlten noch. Gemäss offizieller Zählung gilt daher erst die 1883 durchgeführte Ausstellung als Landesausstellung. Nach anderen Zählungen wird diese aber auch als die dritte oder die vierte Landesausstellung bezeichnet.

## Schweizerische Landesausstellungen

### 1883 in Zürich

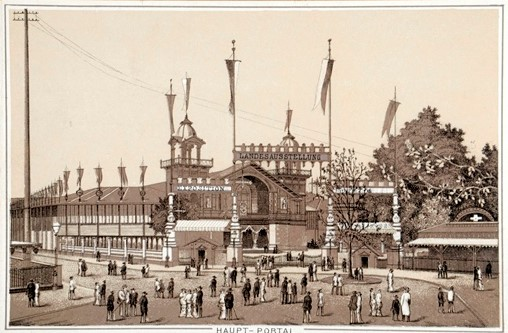
Hauptportal und Industriehalle der Landesausstellung 1883 an der Stelle, wo heute das Landesmuseum steht

Im Jahr 1883 fand die offiziell erste Landesausstellung in Zürich statt. Mit 1,7 Mio. Besuchern stellte die Veranstaltung alle bisherigen eidgenössischen bzw. kantonalen Veranstaltungen in den Schatten. An der Schweizerischen Landesausstellung in Zürich lagen die Schwerpunkte nicht mehr nur bei Kunst, Gewerbe, Industrie und Landwirtschaft, sondern auch bei ideellen Werten. Dem Schulwesen wurde grosser Raum eingeräumt, um die Akzeptanz der allgemeinen Schulpflicht in den ländlichen Gebieten zu fördern. Als besondere Attraktion wurde die «Topographische Karte der Schweiz» präsentiert.

### 1896 in Genf
Die nächste Landesausstellung wurde 1896 in Genf veranstaltet. Hier war das erste Mal ein Pavillon des Militärdepartements dabei, das die Schweizer Armee dem Volk näherbringen wollte, was auch gelang. Vom 8. bis am 12. September fand im Rahmen der Ausstellung der erste Schweizerische Kongress für die Interessen der Frau statt. Ausserdem war in Genf neben dem village suisse ein village noir mit Lehmhütten und 230 Sudanesen zu sehen. Auch wurde das Automobil erstmals in der Schweiz vorgeführt. Die Maschinenhalle der Ausstellung wurde ab 1898 als Kokshalle im Gaswerk Schlieren weiterverwendet und ist erhalten geblieben.

### 1914 in Bern

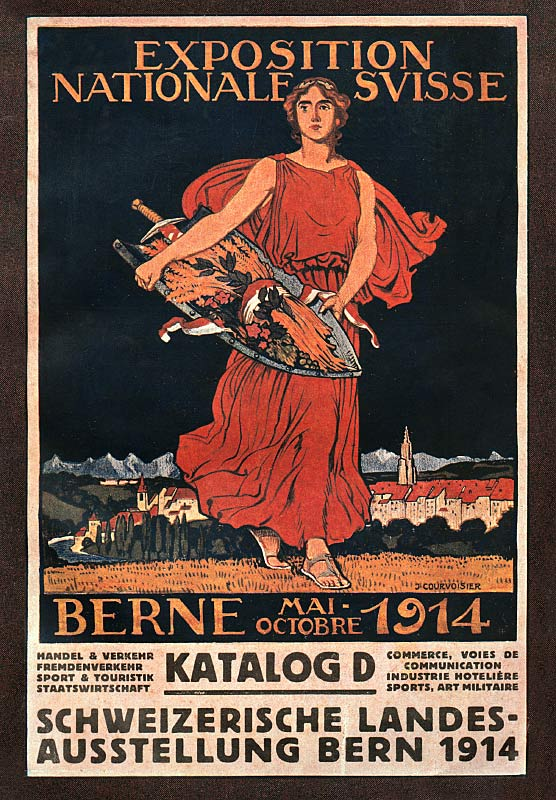
Katalog für die Landesausstellung 1914 in Bern

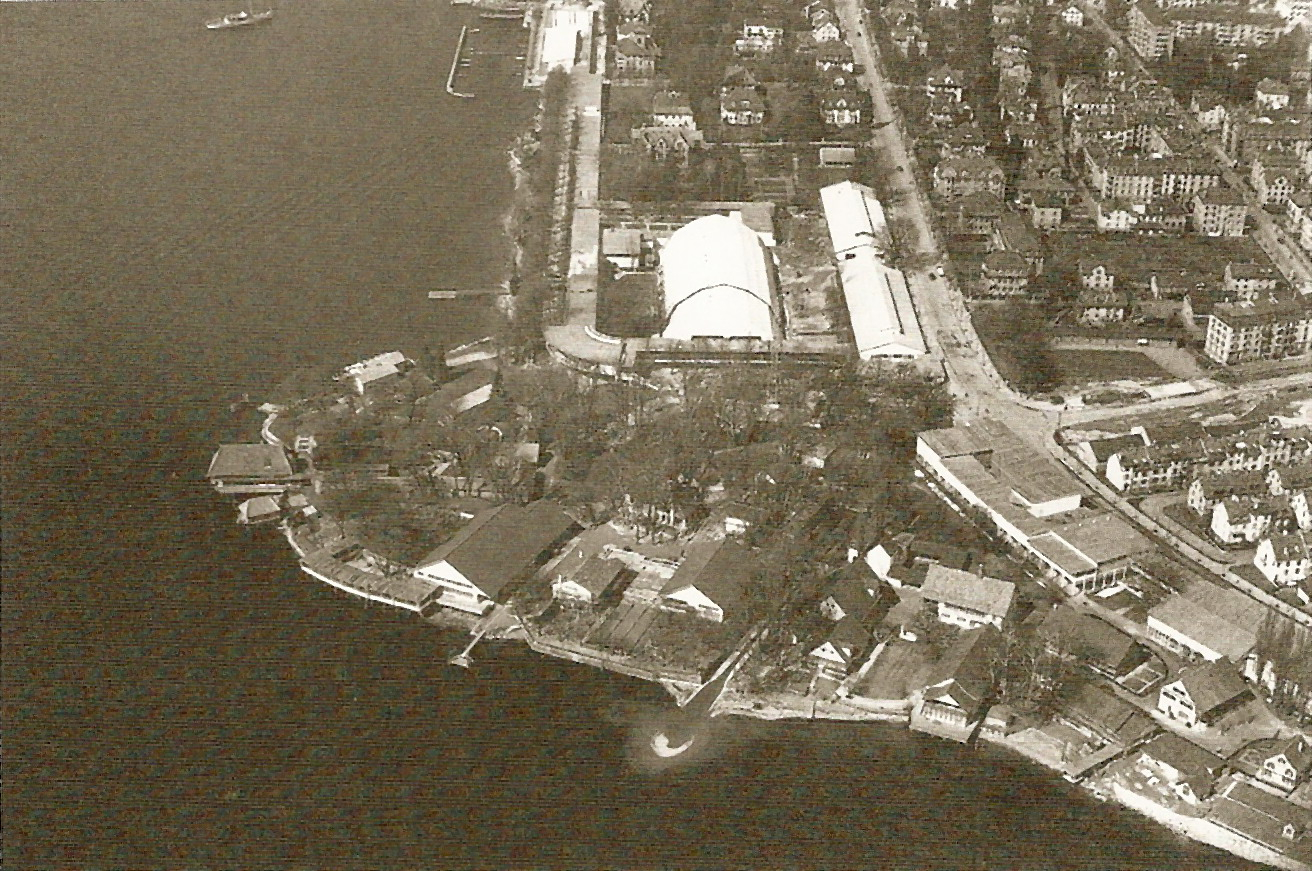
Das Landidörfli von 1939 am Zürichhorn, Luftbildfotografie von Walter Mittelholzer

1914 in Bern demonstrierte der Armeepavillon den Willen zur bewaffneten Neutralität. Diese Ausstellung fiel mit dem Ausbruch des Ersten Weltkrieges zusammen. Für die Landesschau wurde im Berner Länggassquartier nach den Plänen des Architekten Karl Indermühle das Dörfli gebaut. Ein Exponat der Ausstellung, die Dammahütte des Schweizer Alpen-Clubs, ist bis heute an ihrem neuen Standort erhalten geblieben.

### 1939 in Zürich (Landi)
Die Landi (6. Mai – 29. Oktober 1939) stand ganz im Zeichen der Geistigen Landesverteidigung. Zu den Hauptanziehungspunkten der Ausstellung gehörten:
- das Landidörfli, in dem Häuser in den traditionellen Baustilen verschiedener Kantone gruppiert waren
- der Schifflibach, auf dem die Leute in kleinen Booten durchs Ausstellungsgelände trieben
- die Pendelbahn, die auf 75 m Höhe den Zürichsee überquerte

Direktor dieser Landesausstellung war der Architekt und Politiker Armin Meili. Über 10 Millionen Eintrittskarten wurden verkauft, und die Landesschau galt als ein grosser Erfolg.
Wie schon die Landesausstellung von 1914 fiel auch ihre Nachfolgerin in eine unruhige Zeit. Dies zeigte wiederum die Präsenz des Pavillons der Schweizer Armee. Die von Hans Brandenberger gestaltete Plastik Wehrbereitschaft traf den Zeitgeist. Getrübt wurde die Ausstellung durch den Ausbruch des Zweiten Weltkrieges. Am 1. September 1939 wurde die erste Generalmobilmachung ausgerufen, und einige dachten schon an das frühzeitige Ende der Landi. Die Ausstellung sollte den Zusammenhalt der Eidgenossen und die «geistige Landesverteidigung» fördern. Allerdings wurde ihr Bild nun von den Uniformen der Schweizer Soldaten («Tenue Grün») geprägt.
Im Kontrast zu den eher rückwärtsgewandten, «Heimatverbundenheit» repräsentierenden Ausstellungsteilen wie dem Dörfli stand die Vorstellung moderner Schweizer Architektur und Technik, zum Beispiel mit einem Pavillon der Aluminiumindustrie, den ersten Fernseh-Vorführungen des ETH-Professors Franz Tank und mit Designelementen wie dem «Landi-Stuhl» des Gestalters Hans Coray, der grosse Verbreitung fand und 2004 durch eine Briefmarke der Schweizerischen Post gewürdigt wurde. Der sachliche, leicht wirkende Baustil vieler Pavillons ging unter der Bezeichnung «Landistil» in die Schweizer Architekturgeschichte ein.
Die Frauenorganisationen organisierten einen «Pavillon der Schweizerfrauen», in dem sie den Nutzen der Frauen für die Volkswirtschaft und die Geistige Landesverteidigung darstellten und auf die politische Ungleichbehandlung der Frauen aufmerksam machten.

### 1964 in Lausanne (EXPO)

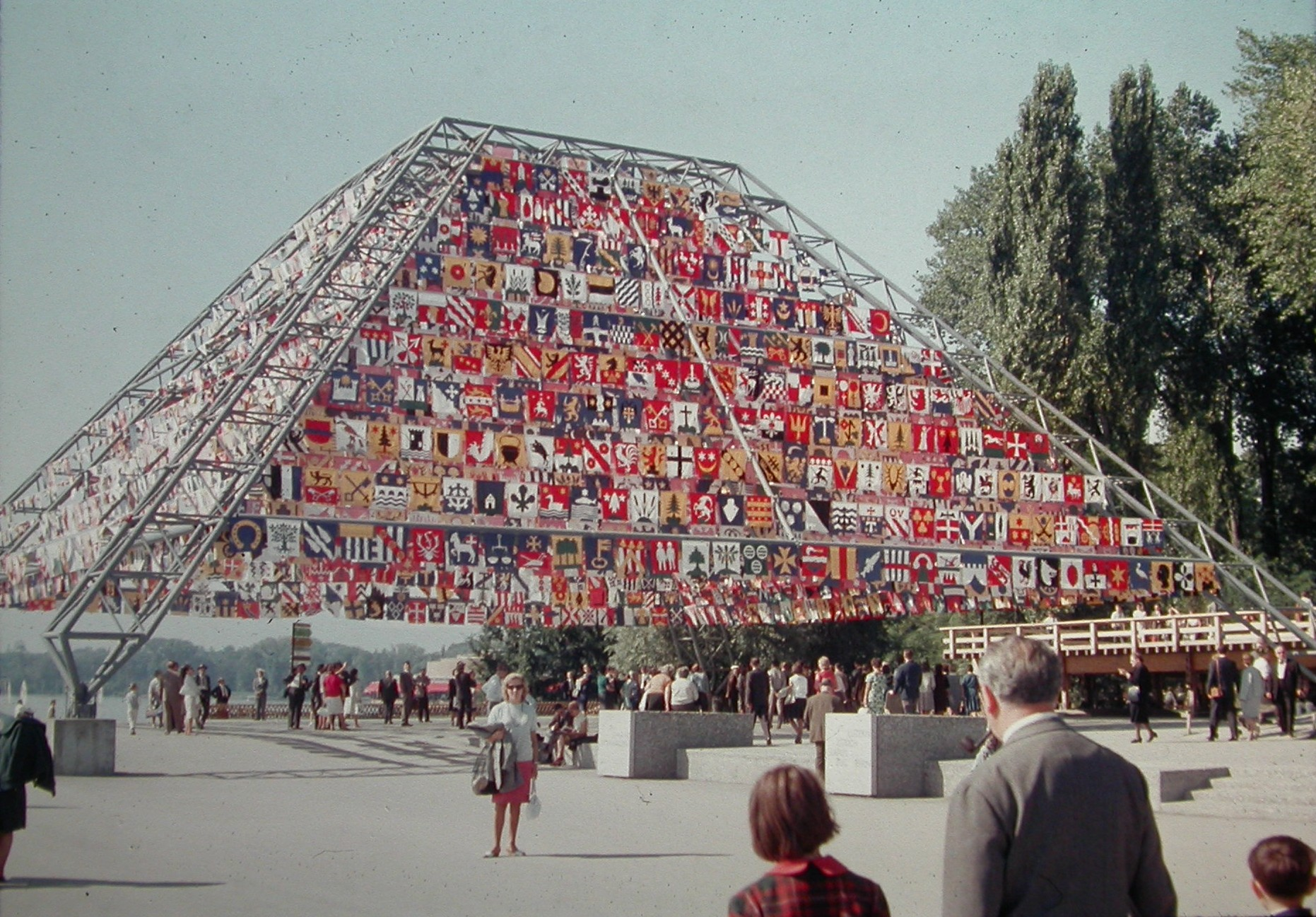
Schweizer Gemeindewappen an der Expo 64

Vom 30. April bis 25. Oktober 1964 öffnete die EXPO in Lausanne die Tore. Diese Landesausstellung beabsichtigte ebenfalls, eine moderne Schweiz zu präsentieren, und nutzte dazu auch futuristisch wirkende Fortbewegungsmittel in der Form eines Monorail und Telekanapee über den Besucherströmen. Mit 10 Millionen verkaufter Eintritte war sie ein grosser Erfolg.
Die Präsentation der Schweizer Armee im Igel-Pavillon war von den Erfahrungen und dem Sicherheitsdenken der Totalen Landesverteidigung im Kalten Krieg geprägt. Als einer der Höhepunkte galt die Fahrt im Unterseeboot Mesoscaphe von Auguste Piccard in die Tiefen des Genfersees.
Im Rahmen des Projekts Die Schweiz im Spiegel wurden fünf Kurzfilme aus dem Schweizer Alltagsleben gezeigt. Am Ende der Gesamtschau Weg der Schweiz flatterten die Fahnen aller 3000 Schweizer Gemeinden.

### Gescheiterte Ausstellung 1991 in der Innerschweiz (CH91)
Man plante, 1991 anlässlich des 700-Jahr-Jubiläums der Eidgenossenschaft eine nächste Landesausstellung in der Innerschweiz durchzuführen. Da dieses Vorhaben schon 1985 am Stimmvolk des Kantons Luzern scheiterte, wurde für die übrigen Innerschweizer Kantone ein dezentrales Konzept erarbeitet, das aber keine Begeisterung weckte. Das «Bündel von Ereignissen» kam nicht zustande, als am letzten Aprilsonntag im 1987 auch die Kantone Obwalden, Nidwalden, Schwyz, Zug und Uri die benötigten Kredite ablehnten. Stattdessen wurde in Zürich die nationale Forschungsausstellung «Heureka» realisiert.

### 2002 in Biel/Bienne, Neuchâtel, Yverdon-les-Bains und Murten (Expo.02)

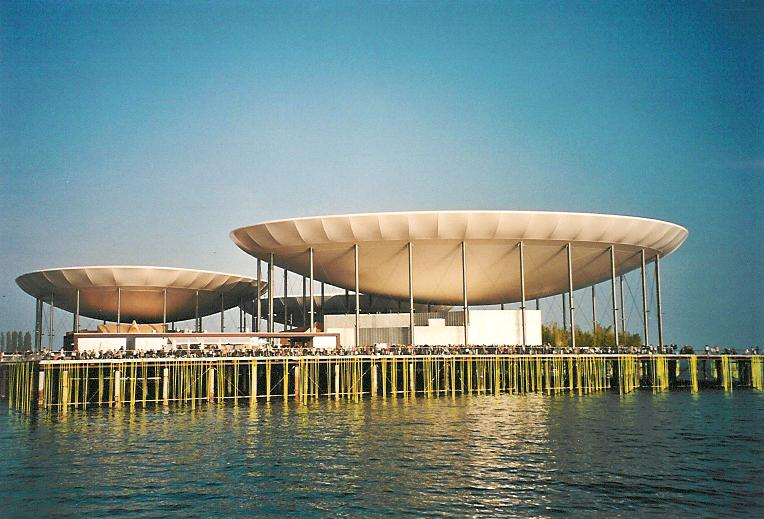
Expo.02: Die drei Kieselsteine auf der Arteplage Neuenburg

Die bisher letzte Landesausstellung war ursprünglich bereits für das Jahr 2001 geplant (Expo.01), musste jedoch aufgrund von erheblichen Planungsschwierigkeiten und Budgetüberschreitungen im letzten Moment um ein Jahr verschoben werden. Die Expo.02, organisiert von fünf Kantonen, fand verteilt auf vier Standorte an drei Seen in einer Region mit zwei Sprachen statt. Vom 15. Mai bis 20. Oktober 2002 verzeichnete man über 10 Millionen Besucher. Insgesamt 40 verschiedene Ausstellungen, über 13'000 kulturelle Darbietungen auf Bühnen und Plätzen und zahlreiche Kunst- und andere Projekte lockten das Publikum auf die vier Arteplages (Ausstellungsräume) und auf die schwimmende Arteplage Mobile du Jura.

### Eingestellte Projekte nach der Expo.02
Gescheiterte Ausstellungen Gottardo 2020 
Anlässlich der Eröffnung des Gotthard-Basistunnels sollte ab 2018 die Ausstellung Gottardo 2020 in den Kantonen Uri, Tessin, Graubünden und Wallis stattfinden. In den Städten Luzern, Bellinzona, Chur und Brig hätten Themen wie Umweltschutz, Energie, Kultur oder Mobilität präsentiert werden sollen, während im Sommer 2018 an den Tunnelportalen in Erstfeld und Biasca die eigentliche Ausstellung mit den offiziellen Anlässen stattgefunden hätte.
Die Idee der «Alpen-Expo» wurde unter anderem wegen Finanzierungsproblemen und starken Zeitdrucks verworfen.
Gescheiterte Ausstellung 2027 in der Ostschweiz
In den Jahren 2014 und 2015 waren Planungen für eine nächste Landesausstellung 2027 in den Kantonen Appenzell Ausserrhoden, St. Gallen und Thurgau im Gange. Ein Konzeptwettbewerb wurde im Herbst 2014 vorselektioniert. Das Siegerkonzept trug den Namen Expedition27: Drei Landschaften. Zwei Welten. Ein Abenteuer. Eine vertiefte Auseinandersetzung mit den Kosten einer Realisierung wurde in den Kantonen Thurgau und St. Gallen am 5. Juni 2016 vom Stimmvolk abgelehnt.

### Mögliche nächste Ausstellungen
Es gab mehrere Projekte für eine Landesausstellung in der Schweiz mit einer angestrebten Durchführung in den Jahren 2027 oder 2028, eine Generation nach der letzten Expo.
Muntagna Die AlpenExpo 2027+
Der Verein Muntagna Die AlpenExpo 2027+ hat sich das Ziel gesetzt, ab 2027 eine Expo in den Alpen für die Alpen zu realisieren. Das Projekt sieht vor, die erste Landesausstellung in den Alpen zu realisieren und die Alpenbogen für die Zukunft nachhaltig zu entwickeln. Das Vorhaben sieht eine mehrjährige Landesausstellung vor, die erstmals auf rätoromanischem, italienischsprachigem und Zentralschweizer Boden stattfindet. Gefragt sind neue Arbeits- und Lebensmodelle sowie Freizeitangebote und eine nachhaltige Wirtschaft und Mobilität. Nach dem Nein des Bundesrats zu einer Finanzierung in den 2030er-Jahren schrieb Muntagna, dies schliesse eine Expo für 15 Jahre aus, man werde jedoch an einer Expo im Alpenraum weiter arbeiten.
Projekt X-27 in Dübendorf
Die private und als Verein organisierte Initiative X-27 will zivilgesellschaftliche oder öffentliche Zukunftsprojekte fördern und koordinieren, gipfelnd im Jahr 2027 in einem Zusammenkommen auf dem Gelände des bis dann noch nicht voll ausgenutzten Innovationsparks auf dem Militärflugplatz Dübendorf. Wesentliches Merkmal der Idee ist, dass die unabhängigen Projekte schon vor dem «Rendez-vous» in Dübendorf laufen und auch darüber hinaus weiter fortgeführt werden sowie eine breite Beteiligung der Bevölkerung. Im Mai 2025 unterschrieben NEXPO und X-27 eine Zusammenarbeitsvereinbarung. Nach der Absage der Bundesfinanzierung fand sich X-27 in ihrem Ansatz bestätigt; «wenn, dann nur Bottom-Up».
Städte-NEXPO
Im Jahr 2017 verständigten sich zehn Schweizer Städte auf ein Projekt einer Expo, welche frühestens 2030 dezentral in diesen zehn Städten stattfinden würde. Im Jahr 2018 wurde der Verein «NEXPO – die neue Expo» gegründet. Das Nexpo-Projekt wurde bis 2023 von 26 Schweizer Städten und Gemeinden unterstützt, welche die Ausstellung wegen der vom Bund nicht vor 2028 überhaupt in Aussicht gestellten Finanzierung auf 2032 verschieben wollten. Im Mai 2025 unterschrieben NEXPO und X-27 eine Zusammenarbeitsvereinbarung. Der 2026 abtretenden Zürcher Stadtpräsidentin Corine Mauch war die Nexpo eine Herzensangelegenheit. Die Vertreter der Nexpo wollten sich 2025 nach der Absage eines Bundesbeitrages beim Bund auf ein Rückkommen auf diesen Entscheid einsetzen. Alleine die Stadt Zürich hatte zu diesem Zeitpunkt mindestens 2,4 Millionen Franken für das Projekt gesprochen, Winterthur war im Februar 2025 nach Ausgabe von 257'000 Franken aus dem Verein ausgetreten, Bern hatte bis 2023 mindestens 300'000 Franken bewilligt.
Svizra 2027 in der Nordwestschweiz
Die Initianten der «Svizra 27» wollen, ursprünglich bereits 2027, in der Nordwestschweiz eine Expo mit Themen der Arbeitswelt, aber auch Freiwilligenarbeit und Social Media durchführen. Nun sollen zehn Standorte bespielt werden, welche jeweils einem Thema zugeordnet sind: u. a. «Sicherheit und Resilienz», «Energie und Rohstoffe» oder «Ernährung und Umwelt». Im April 2025 hatten die Partner die Finanzierung der «Bewerbungsphase» beim Bund mit einer zuvor schon laufenden Aufteilung von 50 Prozent zulasten der öffentlichen Hand gesichert.

#### Erste Kooperation ab 2022 und Versuch zur Gesamtkooperation
Im Herbst 2022 beschlossen die Initianten von NEXPO und X-27, die Kräfte zu bündeln und «inhaltlich und kommunikativ zu kooperieren». Dies geschah auch auf Druck des Bundes hin, nachdem sich der Bundesrat im Sommer 2022 endlich, also zwei Jahre nach der Aufforderung durch die Initianten, zu einer Landesausstellung bekannte. Bund und Kantone sähen sich jedoch nicht in der Rolle der Initiatoren, verlautete der Bundesrat, jedoch sei eine finanzielle – nebst ideeller – Hilfe «möglich». Für einen Bericht über die Rahmenbedingungen wollte sich der Bundesrat im 2022 bis Ende 2023 Zeit lassen.
Im Oktober 2024 scheiterte ein Zusammengehen aller Ideen unter dem Namen Expo#7, nachdem die Generalversammlung von Svizra27 eine von ihnen und Nexpo gemeinsam in Auftrag gegebene Studie abgelehnt hatte. Sie waren der Meinung, dass es nicht gelungen sei, die bestehenden Konzepte zu einem gemeinsamen Konzept zusammenzuführen.
Im Mai 2025 unterschrieben Nexpo und X27 eine Zusammenarbeitsvereinbarung, um gemeinsam gegenüber dem Bund zu kandidieren. Jede Generation habe ein Anrecht auf eine Landesausstellung, «die sich den aktuellen Themen der Zeit annehme und dabei Perspektiven für die Zukunft schaffe». Die Vision der zwei Vereine war eine schweizweite, partizipative, nachhaltige und evolutive Ausstellung, die ab 2034 hätte statt finden können.

#### Verzögerung durch den Bund 2023 und Absage Bundesbeteiligung 2025
Im Frühjahr 2023 verordnete der Bund zunächst einen Marschhalt; mit Bundesbeteiligung werde es keine Durchführung vor 2030 geben. Zu einer finanziellen Beteiligung des Bundes werde sich der Bundesrat nicht vor 2028 äussern. Im Juni 2025 schloss der Bund eine finanzielle Beteiligung vor 2040 aus.